# Clifton Campville
Clifton Campville is een civil parish in het bestuurlijke gebied Lichfield, in het Engelse graafschap Staffordshire met 912 inwoners.